# BBC東北和坎布里亞

播出地區

BBC東北和坎布里亞（BBC North East and Cumbria）是英國廣播公司（BBC）在英格蘭的一個播出地區，播出範圍包括了達勒姆郡、諾森伯蘭郡、提賽德、泰恩威爾、坎布里亞郡北部和北約克郡的部分地區，總部位於泰恩河畔纽卡斯尔。BBC東北和坎布里亞製作地方新聞節目BBC Look North、新聞雜誌節目Inside Out、政治節目Sunday Politics和足球雜誌節目Late Kick Off。BBC東北和坎布里亞也獨自製作廣播節目。

## 外部連結
- 在BBC Online了解BBC Local News
- 在BBC Online了解BBC Look North from North East and Cumbria